# Под кожей
«Под кожей» (также известный как Иллюстрированное руководство по охоте на преступников, кит. 猎罪图鉴) — китайский веб-сериал в жанре детективного криминального триллера 2022 года с Тань Цзяньцыном и Цзинь Шицзяном в главных ролях.

## Сюжет
Семь лет назад, в ходе одной из операций полицейский по уголовным делам Ду Чэн (Цзинь Шицзя) теряет своего напарника, который работал под прикрытием. На месте обнаружения напарника находят портрет. В дальнейшем Ду Чэн знакомится с художником Шэнь И (Тань Цзяньцы) и понимает, что тот неосознанно стал виновником убийства того самого напарника. Приглашённый начальником сыскного отдела, портретист приходит работать в полицию. Полицейский узнаёт в новом сотруднике того паренька, по вине которого он потерял напарника и встречает его неприветливо. Однако оба обязаны выполнять указания вышестоящего начальства, вследствие чего им приходится работать вместе и раскрывать дела. Благодаря непрекращающимся ссорам и взаимной поддержке между ними постепенно раскрывается тайна, которая была покрыта мраком в течение многих лет.

## В ролях

### В главных ролях
- Цзинь Шицзя[англ.] в роли Ду Чэна, капитана Бэйцзянского отделения криминальной полиции.
  - Хуан И в роли молодого Ду Чэна.
- Тань Цзяньцы[англ.] в роли Шэнь И, художника-портретиста, который до вступления в должность был очень известным художником, а позже стал преподавателем полицейской академии.
  - Сюй Вайло в роли Шэнь И в детстве.

### Второстепенные роли

#### Полиция Бэйцзяна
- Лу Яньци в роли Ли Хань, члена группы криминальной полиции, основная работа которой анализ данных.
- Чжу Цзяци в роли Цзян Фэна, член группы криминальной полиции.
- Цинь Хайлу в роли начальницы Чжан, руководителя Бэйцзянского отделения криминальной полиции.
- Фан Цзыбинь в роли Ян Таншэна, ветерана группы криминальной полиции.
- Чжан Байцзя в роли Хе Ранэ, судебно-медицинского эксперта, которая уже давно сотрудничает с Бэйцзянским отделением.
- Ван Сяо в роли Лэй Ифэя, бывшего капитана группы криминальной полиции Бэйцзянского отделения, наставника Ду Чэна, который был убит таинственным человеком семь лет назад, потому что картина Шэнь И раскрыла его личность.
- Сунь Лэтянь в роли Ли Цзюньхуэя, начинающего полицейского, который был убит во время погони за подозреваемым по делу о краже драгоценностей.
- Ван Цин в роли Фэй, женщина-полицейский, которую разыскивают согласно портрету Шэнь И.
- Чэнь Ян в роли Цзян Сюэ, полицейского из Бэйцзянского отделения, эксперта по баллистике.

#### Другие
- Тянь Юань в роли Лин Мин, старшей сестры Шэнь И (эпизоды 5 и 6).
- Фу Мяо в роли доктора Гонга, психиатра Шэнь И (эпизод 8).
- Юй Минцзя в роли Ду Цин, сестры Ду Чэна (эпизоды 15, 18 и 19).
- Чжан Тао в роли Лу Хайчжоу, заместителя капитана отдела уголовного розыска Городского бюро, оказывающий содействие в расследовании дела об убийстве при падении со здания (эпизоды 17-20).

#### Дело об убийстве в квартире
- Цзян Лун в роли курьера, увидевшего лицо подозреваемого (эпизод 1).
- Линь Сяофань в роли подозреваемого по делу об убийстве в квартире Линлун (эпизод 1).

#### Дело об изнасиловании и убийстве в больнице пластической хирургии
- Чжан Лу в роли Лян И, жертвы в деле об изнасиловании и убийстве, владелицы больницы пластической хирургии «Бьюти» (эпизоды 1-3).
- Цзинь Фэн в роли Цзян Гэ, клиентки Лян И, дизайнера секретной комнаты в больнице пластической хирургии (эпизоды 2-3).
- Лу Хун в роли Вивьен Фан, клиентки Лян И, пластическая операция которой не удалась (эпизод 2).
- Ань Я в роли Элвин, клиентка Лян И, страдавшая психическим заболеванием из-за неудачной пластической операции (эпизод 2).
- Чжан Шэнъюэ в роли Лю Ляньмина, охранника здания больницы пластической хирургии «Бьюти» (эпизоды 2-3).
- Сюй Гэ в роли Лю Юнь, секретарши Лян И (эпизоды 1-2).
- Цзян Жун в роли богатой женщины, клиентки Лян И (эпизод 2).
- Ли Цзинъи в роли женщины-самоубийцы, клиентки Лян И (эпизод 2).
- Мяо Мяо в роли интернет-знаменитости, клиентки Лян И (эпизод 2).

#### Дело о захоронение костей на детской площадке
- Чжан Цзыму в роли Рен Сяосюань, старшеклассницы средней школы № 7 в Бэйцзяне, пропавшей без вести десять лет назад и умершей в гробнице с костями. Замкнутая с детства, она при жизни подвергалась издевательствам со стороны одноклассников и домогательствам со стороны учителей (эпизоды 3-5).
- Лю Мэйтун в роли Цюй Ланьсинь, учительницы рисования и выпускницы средней школы № 7 Бэйцзяна, свидетель самоубийства Рен Сяосюань. В детстве была замкнутой и ходила в школу одна. Поскольку она часто одевалась как мальчик, была объектом увлечения и фантазий Рен Сяосюань (эпизоды 3-5).
- Хан Шумэй в роли матери Рен Сяосюань (эпизоды 3-4).
- Марко Лэн в роли Чжао Цзыпэна, бывшего учителя рисования в средней школе Бейцзяна № 7. В прошлом он приставал к Рен Сяосюань. После того, как его исключили из школы, он открыл галерею и сменил имя на Чжао Тинтао (эпизоды 4-5).
- Чжао Цзыхуэй в роли секретарши на стойке регистрации галереи Чжао Цзыпэна (эпизод 4).
- Цзэн Кэлан в роли Тянь Лина, выпускника средней школы № 7 Бэйцзяна, который издевался над Рен Сяосюань (эпизод 4).

#### Дело о брачном мошенничестве и убийстве
- Гао Е в роли Чу Инцзы, убийцы по делу о фиктивном браке и убийстве, состоявшая в отношениях с Цао Доном (эпизод 6).
- Фэн Бин в роли Цао Дона, сообщника по делу о фиктивном браке и убийстве состоит в отношениях с Чу Инцзы (эпизод 6).
- Чжан Янь в роли мисс У, члена семьи жертвы (эпизоды 5-6).

#### Дело о продаже дипломов высшего образования
- Ми Ми в роли Хуа Муяо, подруги Вэнь Цзина, жертвы похищения (эпизоды 6-8).
- Лю Минмин в роли Чэн Минфэна, бывшего владельца магазина графики, тайного друга Хуа Муяо, вымогателя и похитителя (эпизоды 6-8).
- Су Хайвэй в роли Чэн Тингфэя,	жениха Хуа Муяо, оконвшего среднюю школу и притворявшегося Чэн Минфэном, получив степень в Бэйцзянском университете финансов и экономики (эпизоды 7-8).
- Ли Бинь в роли Хуа Спруса, отца Хуа Муяо, президента Бэйцзянского университета финансов и экономики и председателя комитета по оценке учёных степеней (эпизод 7).

#### Дело об ограблении ювелирного магазина
- У Сяоюй в роли Хэ Хон, биологической матери Сяо Ань (эпизоды 9-11).
- Сюй Исюань в роли Сяо Ань, биологической дочери Хэ Хон (эпизоды 9-11).
- Цай Хэн в роли Чу Тяньци, владельца Дома Райдера и биологического отца Сяо Ан (эпизоды 10-11).
- Сунь Лэтянь в роли Чжу Чжэнцяна, свидетеля ограбления магазина семь лет назад, раненного преступниками в щёку и чудом избежавшего смерти (эпизоды 9-10).
- Цао Сусу в роли Сюэ, воспитательницы детского сада (эпизод 9).
- Лу Пин и Янь Цзинли в роли соседей Хэ Хон (эпизод 9).

#### Дело о домашнем насилии
- Ма Иньинь в роли Чен Цювэнь, жены Чжао Минчжэ, которую раньше звали Чжоу Юньи. Ушла из дома на четыре года из-за домашнего насилия со стороны Чжао Минчжэ (эпизоды 11-12).
- Линь Лэсюань в роли Лу Тин, любовницы Чжао Минчжэ, долгое время подвергавшейся домашнему насилию со стороны Чжао Минчжэ (эпизоды 11-12).
- Ван Сяовэй в роли Чжао Минчжэ, мужа Чэнь Цювэнь, любовника Лу Тин (эпизоды 11-12).

#### Дело об изнасиловании студенток колледжа
- Ту Чжиин в роли Ли Сяоэ, изнасилованной студентки колледжа, ставшей жертвой домогательств со стороны учителя в классе по интересам (эпизоды 12-13).
- Ли Хунлэй в роли учителя по интересам Лю Сяоэ (эпизод 13).
- Чен Шиминь в роли Сяо Лю, женщины-полицейского и портретиста из участка Фэнчи (эпизоды 12-13)
- Юй Хэн в роли Сюй, начальника полицейского участка Фэнчи (эпизоды 12-13).

#### Дело об обмане пожилых
- Су Минь в роли Сюй Йидо, наставника Шэнь И (эпизод 13).
- Гэ Чжаомэй в роли миссис Сюй Шиму, жены учителя Шэнь И (эпизод 13).
- Ли Янань в роли Сюй Сивена, сына Сюй Йидо (эпизоды 14 и 15).
- Сунь Мэнцзя в роли Чжан Сяосюэ, медсестры реабилитационного медицинского центра Мэнъань, сожительницы Сюй Чжифэна (эпизод 14).
- Ван Юй в роли Сюй Чжифэна, продавца, фигуранта дела о мошенничестве, укравшего данные реабилитационного центра через свою девушку (эпизод 15).

#### Дело об обезглавливании
- Чен Биге в роли Сяо Шань, модели (эпизод 15).
- Сунь Яньшэн в роли Лэй Хао, фотографа, который когда-то сделал Сяо Шань популярной (эпизод 15).
- Пань Яньфэй в роли Шу Цяньцянь, модели и коллеги Сяо Шань (эпизод 15).

#### Дело о взрывах
- Ма Бо в ролиЛи Цзюньвэя, отца Ли Лянкая, страдающего прозопагнозией (эпизоды 16-17).
- Би Ханьвэнь в роли Чжао Цзяньюй, жертвы взрыва, руководителя мастерской (эпизоды 16-17).
  - Чжэн Ханьруй	в роли Чжао Цзяньюй в детстве.
- Юань Гочжэн в роли Ван Синцзюня (эпизод 16).
- Чэнь Синь в роли жены Ван Синцзюня (эпизод 16).
- Чжэн Дунчуань в роли Ли Хуэя, менеджера ресторана (эпизод 16).
- Ван Чэньлань в роли жены Ли Хуэя (эпизод 16).
- Жуань Янхуа в роли Чжан Вэйфэна, жертвы взрыва (эпизоды 16-17).
  - Чен Цзэян в роли Чжан Вэйфэна в детстве.
- Ли Ихэн в роли Ли Лянькая, случайно разбившегося в летнем лагере (эпизод 16).
- Сунь Шаофэн в роли Лю Сяочэня, одногруппника Ли Лянькая в лагере (эпизод 16).
- Чжоу Лээ в роли Линь Чжицзе, владельца магазина игрушек (эпизод 17).
  - Инь Вансинь в роли Линь Чжицзе в детстве.

#### Дело о торговле людьми
- Чжан Синьнин и У Сяоюй в роли Цинь Няньчу/Хэ Хон, одной из закулисных агентов группы по торговле людьми, специализирующейся на транспортировке (эпизоды 9-11, 17).
- Чжу Ганжияо в роли Чен Чжоу, ответственного за Tongcheng Technology Company, контролирует Интернет в Бэйцзяне. Вдохновитель группы по торговле людьми, осуществляющий постоянный мониторинг сети, сбор личной информации и операции по торговле людьми (эпизоды 15, 18-20).
- Сунь Бинь в роли Чжоу Цзюнь, библиотекаря, одного из закулисных агентов группы по торговле людьми, специализирующийся на торговле людьми и доходах (эпизоды 18-19).
- Лю И в роли секретаря Чен Чжоу (эпизоды 19-20).
- Чжао Цзыхуэй в роли секретаря на стойке регистрации Tongcheng Technology Company (эпизоды 19-20).
- Тан Ваньцзин в роли организатора конференции по программному обеспечению Silver Eagle компании Copper City (эпизод 20).

## Трансляция
Премьера состоялась 6 марта 2022 года на платформах iQiyi и Tencent Video. В России премьера на федеральном телевидении состоялась 21 ноября 2022 года на телеканале 2x2.